# Phillip Island (Norfolkön)
Phillip Island är en obebodd vulkanö 6 km söder om Norfolkön i sydvästra Stilla havet. Den fick sitt namn 1788 av löjtnanten Philip Gidley King efter Arthur Phillip, den första guvernören i New South Wales. Phillip Island är en del av Norfolköarna, tillhör det australienska territorierna och ingår i Norfolk Island National Park. Phillip Island är 190 ha, mäter 2,1 km från väst till öst och 1,95 km från norr till söder, och den högsta punkten, Jacky Jacky, reser sig 280 meter över havet. Ön bildades genom vulkanutbrott under miocen och består av lavasten och porös tuff av basalt.